# Corsaro Nero

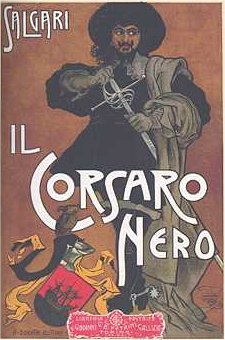
Frontespizio della terza edizione de Il Corsaro Nero

Il Corsaro Nero è un personaggio immaginario creato da Emilio Salgari nel 1898 ed è il protagonista dei primi due romanzi del ciclo I corsari delle Antille: Il Corsaro Nero e La regina dei Caraibi. Il terzo del ciclo, Jolanda, la figlia del Corsaro Nero, è ambientato circa vent’anni più tardi, il Corsaro Nero e la moglie Honorata sono assenti perché deceduti da tempo.

## Biografia del personaggio
Come spiegato nel romanzo Il Corsaro Nero, il vero nome del protagonista è Emilio, conte di Roccabruna (o Roccanera), signore di Ventimiglia e di Valpenta. È un nobile italiano, che assieme ai suoi tre fratelli prende parte alla Guerra d'Olanda (1672-1678) combattendo per il Ducato di Savoia, alleato della Francia contro la Quadruplice Alleanza formata da Sacro Romano Impero, Brandeburgo, Spagna e Province Unite. Un loro alleato però, il duca fiammingo Wan Guld, uccide a tradimento il maggiore dei quattro fratelli di Ventimiglia e cede la fortezza che questi stava proteggendo agli spagnoli, che in cambio lo insigniscono del titolo di governatore della loro ricca colonia di Maracaibo, nel Mar dei Caraibi. Gli altri tre fratelli quindi partono alla volta di Tortuga ed aderiscono alla Filibusta coi nomi di Corsaro Nero (Emilio), Corsaro Rosso e Corsaro Verde, e così continuano a combattere gli spagnoli e cercano di scovare Wan Guld e vendicarsi di lui. Gli ultimi due hanno però sfortuna: vengono catturati e fatti impiccare dal duca fiammingo. Il Corsaro Nero allora giura sulle loro salme di non darsi mai pace, se prima non avrà sterminato completamente Wan Guld e l'intera sua famiglia. Le travagliate avventure attorno alla sua vendetta costituiscono il filone narrativo dei due romanzi di cui il Corsaro Nero è protagonista.
Il Corsaro Nero viene descritto come un uomo dalla statura slanciata e dal portamento aristocratico. Segue un rigido codice d'onore, che rispetta anche nei confronti dell'odiato Wan Guld. Anche la sua eleganza lo distingue molto dagli altri filibustieri con cui ha a che fare. Veste solitamente di nero con una elegante casacca di seta impreziosita dai pizzi e con i risvolti di pelle. Indossa pantaloni di seta attillati, stretti in vita da una cintura fatta a fascia con le frange. Il cappello che porta è di feltro a falde larghe adorno di una lunga piuma. Il suo viso è molto pallido, la fronte è attraversata da una profonda ruga che gli conferisce un'aria triste, ha la barba corta e ricciuta e, così come i capelli, nera, il naso è regolare, le labbra piccole e di colore verde corallo, gli occhi di colore nero sono animati da lampi vivaci. Nel complesso ha un'aria molto cupa, lugubre e solitaria, e solo in casi eccezionali dà voce a delle emozioni. Ma la sua ossessione per la vendetta contro Wan Guld assume talvolta tratti deliranti e autodistruttivi, addirittura alle volte il Corsaro ha delle visioni, in cui viene richiamato dai fantasmi dei suoi tre fratelli uccisi, perché tenga fede fino in fondo all'atroce vendetta che ha giurato.
La nave con la quale imperversa per i Caraibi è la Folgore, equipaggiata da una variegata ciurma di filibustieri, della quale i suoi compagni più fedeli sono: il biscaglino Carmaux, che pensa sempre a mangiare, l'amburghese Wan Stiller, il timoniere Morgan (pirata storicamente esistito, che in Jolanda, la figlia del Corsaro Nero appare come nuovo comandante della Folgore e maggiore dei capitani dei bucanieri di Tortuga) e Moko, un africano unitosi alla ciurma a Maracaibo.

### InIl Corsaro Nero
Nel primo romanzo, il Corsaro Nero, per conquistare Maracaibo e scovare il governatore Wan Guld, si allea con altri due capitani filibustieri (realmente esistiti, così come il saccheggio di Maracaibo e Gibraltar raccontato nel romanzo): l'Olonese (impropriamente chiamato Pietro Nau, mentre il suo vero nome era Jean David Nau) e Michele il Basco. Sulla rotta la Folgore cattura una nave spagnola e fa prigioniera una giovane nobildonna, Honorata Willermann, della quale il Corsaro Nero si innamora, ricambiato. Il successivo attacco dei tre filibustieri contro le città spagnole ha successo, ma Wan Guld riesce a mettersi in salvo. In più un soldato spagnolo rivela ad uno sconvolto Emilio, che la giovane di cui si è innamorato è la figlia del suo mortale nemico (Willermann era un falso nome, che ella aveva assunto per proteggersi). L'uomo è lacerato dalla disperazione, ma, in forza del giuramento prestato, la abbandona in mare su una barchetta, sicuro che ella morirà.

### InLa regina dei Caraibi
Nel secondo romanzo, La regina dei Caraibi, il Corsaro Nero, sempre a caccia del mortale nemico Wan Guld, si imbatte in Yara, una giovane principessa indiana del Darien, che si innamora di lui e come lui odia ferocemente il duca fiammingo, perché questi, ospite in casa del di lei padre, lo ingannò e fece sterminare la sua tribù per impadronirsi delle sue ricchezze. Il Corsaro rintraccia il nemico a Veracruz, colonia spagnola in Messico, e lo fronteggia in duello, ma Wan Guld scappa di nuovo. Nel successivo assalto dei filibustieri alla città (anche quest'impresa è storicamente avvenuta, guidata dai capitani Wan Horn, Laurent e Grammont, mentre l'Olonese era morto tempo addietro) Yara rimane uccisa e il Corsaro Nero viene catturato dagli spagnoli. I suoi uomini allora, guidati da Morgan, si reimbarcano sulla Folgore, inseguono i nemici e riescono a rintracciare sia il loro capitano che ad intercettare la nave di Wan Guld. Quest'ultimo, pur di sbarazzarsi una volta per tutte del Corsaro Nero, dà fuoco alla santabarbara (la polveriera) e fa esplodere la sua nave, affondando con essa e i suoi uomini. Ma il Corsaro e i suoi riescono miracolosamente a sopravvivere, raggiungendo le coste della Florida, ove vengono catturati da indiani antropofagi. Ma a sorpresa la loro regina li grazia e si scopre essere Honorata Wan Guld, la giovane innamorata del Corsaro Nero, che questi aveva abbandonato alla deriva in mare e che però era naufragata sulle spiagge della Florida, i cui abitanti l'avevano scambiata per uno spirito marino e ne avevano fatto la propria sovrana. Sempre tormentato dai fantasmi dei fratelli uccisi, il Corsaro Nero fa nuovamente per gettare in mare la donna, ma stavolta si tira indietro e i due fuggono insieme, tornandosene in Italia, nel paese di lui.
Nel terzo romanzo del ciclo si scopre che la felicità coniugale di Emilio e Honorata ha avuto vita breve: lei è morta dando alla luce la loro unica figlia Jolanda, lui poco dopo, combattendo i francesi, che minacciavano la sua patria. Discorrendone però i suoi fidi uomini Carmaux e Wan Stiller deducono che egli, pur caduto da valoroso, in verità abbia intenzionalmente cercato la morte, non resistendo al dolore della perdita.

## Cinema
A seguito del clamoroso successo dello sceneggiato Sandokan degli anni '70, Sergio Sollima (regista dello stesso) diresse un film tratto dai due romanzi dedicati al Corsaro Nero, affidando l'interpretazione del protagonista all'ormai iconico interprete di Sandokan, Kabir Bedi, e quella di Honorata Wan Guld all'altrettanto simbolica interprete della Perla di Labuan nello stesso sceneggiato, Carole André.